# Federal Kidnapping Act
Le Federal Kidnapping Act dite « loi Lindbergh », est une loi votée par le Congrès des États-Unis à la suite de l'Affaire du bébé Lindbergh afin de reconnaître le kidnapping comme un crime fédéral aux États-Unis. Cela permet l'intervention des autorités fédérales dans les enquêtes sur les ravisseurs une fois qu'ils franchissent les frontières d'un État américain avec leur victime.
La loi est adoptée en 1932 après la signature du président des États-Unis Herbert Hoover.